# Barack
Jméno Barack je americký způsob zápisu arabského jména بارك‎ (Bárak), které znamená „požehnaný“. Obecně je v arabských zemích častější jméno Mubarak, které je pasivním tvarem slova bárak. Jeho hebrejským kognátem je jméno Baruch. V latinské tradici je stejného významu jméno Benedictus (Benedikt), které také znamená požehnaný.